# Volvo C202
Volvo C202 — улучшенная модификация шведского военного вездехода Volvo L3314.
В 1977 модель C202 подверглась большим техническим изменениям: объём двигателя увеличивался с 1,8 до 2,0 л, вследствие чего мощность двигателя возросла с 68 до 82 л.с.
По причине нехватки мощности производитель перенёс производство C202 в Венгрию, на завод фирмы Csepel.
Из 3222 экземпляров построенные за всё время, сегодня существуют около 500 машин. Они используются в основном пожарными и фермерами по всей Скандинавии.

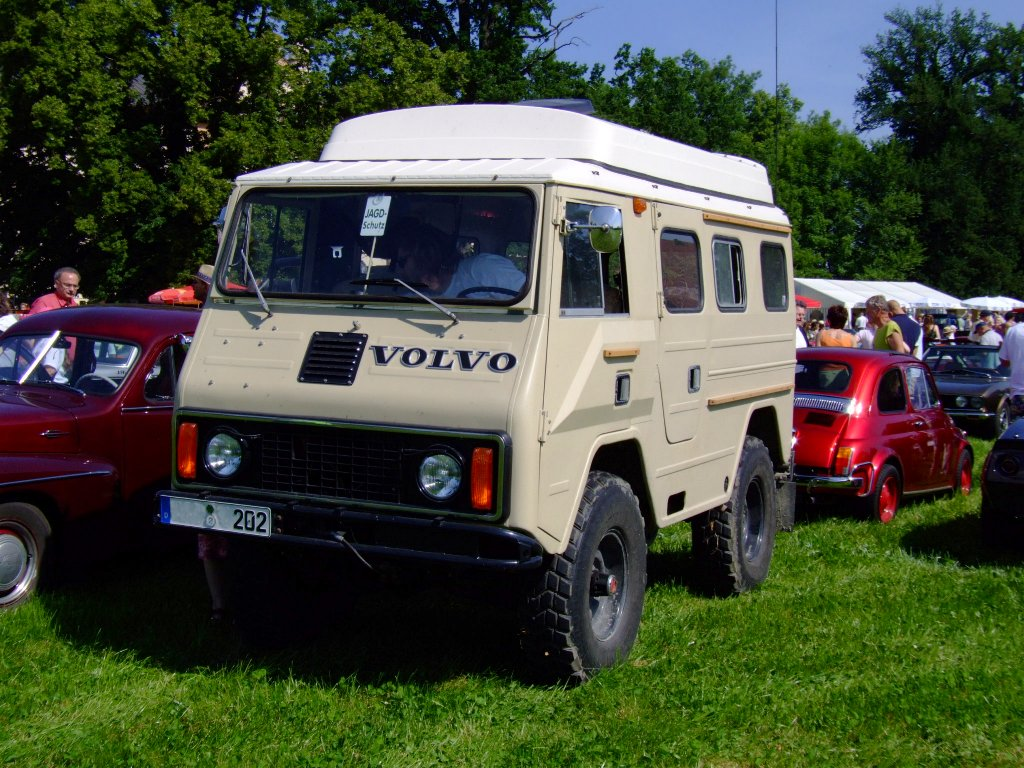